# Кањон Брњичке реке
Кањон Брњичке реке се налази на простору Националног парка Ђердап и обухвата слив Брњичке реке. Налази се на простору изнад Голубачке клисуре, на потезу између села Доња Раденка и Брњице.

## Одлике
Локалитет Клисура реке Брњице површине 693 ha, је највећи водоток у оквиру Националног парка Ђердап са специфичном микроклимом и изузетно богатим биљним и животињским светом и спада у прву зону заштите, као и сама шума која окружује кањон. Високи кречњачки гребени који се уздижу изнад обале реке заједно са Дунавом обезбеђују специфичну микроклиму, што је омогућило развој сложене вегетације од терофилних шума и шибљака до мезофилних буково-орахових и буково-липових шума.
Река се након изласка из кањона улива у Дунав код села Брњица , десетак километара низводно од Голупца.

## Туристички потенцијал
Кањон је врло интересантан, али за сад није довољно популаризован као туристичка дестинација, иако има све одлике и предности неког локалитета за авантуристички туризам.
Томе се највећим делом може захвалити специфичној конфигурацији терена, с обзиром да је кањон доста неприступачан, са доста препрека и слапова и брзом реком.
У самом кањону постоје и два мања водопада, један висине 2 м и други већи 4 м.
Изнад самог кањона се налази и пешачка стаза, једна од најлепших у склопу националног парка.